# Frânare repetată

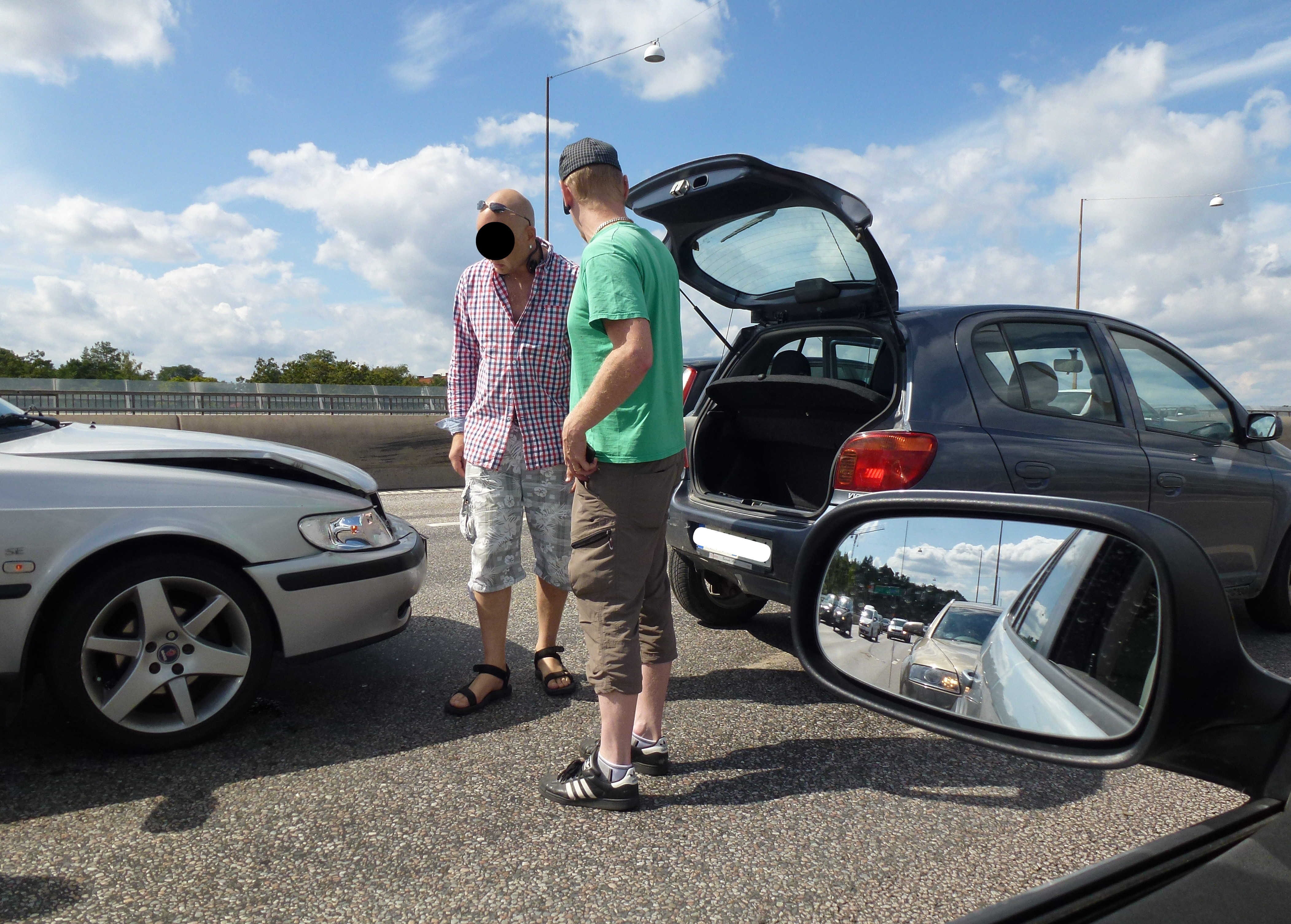
este un rezultat posibil al frânării repetate.

Frânarea repetată are loc atunci când un șofer apasă în mod deliberat pe frâne de mai multe ori sau apasă puternic pedala atunci când se deplasează în fața unui alt vehicul, cu intenția de a-l determina pe șoferul din spate să intre în coliziune sau să ia măsuri evazive. Termenul este adesea aplicat în contextul automobilismului.

## Legalitate
Frânarea repetată este adesea considerată o infracțiune și intră sub incidența legilor referitoare la conducerea imprudentă, conducerea agresivă sau cascadorie. Departamentul de licențiere din statul Washington din Statele Unite include frânarea repetată ca simptom al conducerii agresive. Experții juridici din provincia canadiană Ontario consideră că aceasta intră sub incidența legilor privind cascadoriile din provincia respectivă.

## În sporturile cu motor
Conceptul de frânare repetată este des întâlnit în cursele auto, mai mulți piloți fiind acuzați sau recunoscând că au frânat asupra concurențiilor din diverse motive. La cursa Lenox Industrial Tools 300 din 2006⁠(d) de la New Hampshire Motor Speedway⁠(d), pilotul NASCAR, Robby Gordon⁠(d), a frânat în spatele lui Michael Waltrip⁠(d) în timpul unei perioade de precauție, în ceea ce a fost văzut ca o răzbunare pentru un contact pe care ambii l-au avut mai devreme în cursă și pentru un incident care a avut loc între cei doi cu un an înainte pe aceeași pistă. Oprirea a crăpat nasul și radiatorul mașinii lui Waltrip, lăsându-l blocat în mijlocul liniei din spate, cu lichid scurgându-se pe pistă.
Un incident în Marele Premiu al Azerbaidjanului de Formula 1 din 2017⁠(d) între Lewis Hamilton și Sebastian Vettel a fost atribuit credinței lui Vettel că a fost verificat la frâne de Hamilton.
În 2018, un incident pe pistă între piloții NASCAR Kevin Harvick⁠(d) și Denny Hamlin⁠(d) la cursa de primăvară pe Martinsville Speedway⁠(d) s-a încheiat cu ceea ce Matt Weaver de la Autoweek a descris ca „Harvick... a frânat brusc, contactul rezultat deteriorând grav nasul Toyotei lui Hamlin”. Hamlin avea să comenteze mai târziu: „Probabil că ar fi trebuit să-l frânez în primul rând”.
În 2021, la Marele Premiu al Arabiei Saudite, Max Verstappen a frânat în spatele lui Lewis Hamilton, după ce lui Verstappen i s-a cerut să dea un loc înapoi pentru că anterior îl depășise pe Hamilton în afara pistei. Directorul tehnic al Red Bull Racing, Adrian Newey, a declarat: „Cred că a fost frustrat că Lewis nu l-a depășit, dar tot nu ar fi trebuit să-l frâneze.”
În Marele Premiu al Australiei din 2024, în timpul ultimului tur al cursei, Fernando Alonso de la Aston Martin l-a frânat pe George Russell de la Mercedes în virajul șase al circuitului, ceea ce l-a făcut pe Russell să se distanțeze neobișnuit de repede. Acest lucru a culminat cu pierderea controlului mașinii de către Russell, care a provocat un accident și s-a oprit cu mașina răsturnată în mijlocul pistei. Astfel, cursa s-a încheiat sub o mașină virtuală de siguranță. Alonso a primit o penalizare de 20 de secunde pentru conducere neregulamentară. Russell a comentat mai târziu: „M-a luat prin surprindere. Eram la o jumătate de secundă în spatele lui și apoi a frânat brusc, a accelerat din nou și apoi a frânat din nou".